# سلیمان علی نشنوش
سلیمان علی نشنوش (زاده ۱۷ اوت ۱۹۴۳ – درگذشته ۲۵ فوریه ۱۹۹۱)  بازیکن بسکتبال و بازیگر اهل لیبی بود.
وی با ۲۴۵ سانتی‌متر قد، بلندقدترین ورزشکار تاریخ بسکتبال و دومین ورزشکار قد بلند ثبت شده در تاریخ ورزش پس از ادوارد بوپره و پیش از مرتضی مهرزاد است. نشنوش همچنین نقش کوچکی در فیلم فدریکو فلینی در فیلم ساتیریکون فلینی داشت که در آن نقش مأمور تریفنا را بازی کرد. او در فوریه ۱۹۹۱ (بهمن ۱۳۶۹) در ریگا (پایتخت لتونی)درگذشت‌.